# Guillermo Fernández (artista plástico)
Guillermo Fernández (Montevideo, 25 de julio de 1928-7 de enero de 2007) fue un artista plástico uruguayo, maestro de muchos artistas uruguayos.

## Trayectoria
Nace en Montevideo y muere en la misma ciudad. Fue estimulado a continuar por su tío José María Fernández Saldaña desde temprana edad que vio en él talento para continuar con los estudios plásticos.
Su formación se realizó en el Taller Torres García por los maestros Alceu Ribeiro y Julio Alpuy. Más tarde trabajó con Augusto Torres, José Gurvich y Francisco Matto llegando a ser él mismo, profesor del Taller Torres García, entre los años 1957 y 1968. 
La docencia fue una de sus artes, en 1953 concursó para ser profesor de Dibujo en Enseñanza Secundaria y hasta 1978 dio clases en el Liceo de Progreso. Tuvo a su cargo la dirección del Taller Municipal de Artes Plásticas de Paysandú.

### Cronología
1928 Guillermo León Francisco Fernández Sánchez nace en Montevideo el 25 de julio. 1948 Conoce a Joaquín Torres García. Comienza estudios con Julio Alpuy. 1950 Estudia con Alceu Ribeiro. Inicia su actividad docente como ayudante en el taller del artista. 1951 Ingresa al Taller Torres García (ttg). Estudia con Augusto Torres, Julio Alpuy, Horacio Torres, José Gurvich, Francisco Matto. 1955-78 Docente en Enseñanza Secundaria. Dirige la Escuela de Artes Plásticas para Niños en la que trabaja hasta 1960. 1957-61 Es profesor de los cursos nocturnos en el Taller Torres García. Realiza viajes de estudio a Argentina. 1959-67 Organiza y dirige el Taller Municipal de Artes Plásticas de Paysandú. 1961-2007 Dicta clases en su propio taller. 1968 Realiza viaje de estudio a San Pablo, Brasil. 1980 Realiza viaje de estudio a Europa: España, Francia, Inglaterra, Alemania, Italia y Holanda. 2007 Fallece en Montevideo el 7 de enero
Entre octubre de 2017 y febrero de 2018 se realizó una muestra de su obra en el Museo Nacional de Artes Visuales.

### Exposiciones
1951-61 Interviene en 30 exposiciones colectivas del Taller Torres García en Uruguay, Argentina y Estados Unidos. 1955 Muestra de Pintura Uruguaya en Buenos Aires, Argentina. 1959 Salón de Amigos del Arte, Montevideo. 1960 Salón de Amigos del Arte, Montevideo. 1961 Paisajes de Brasil, Instituto de Cultura Uruguayo-Brasileño, Montevideo. 1962 New School from Social Research, New York, Estados Unidos. 1964 Exposición de la Producción Nacional en Paysandú. 1966 Centro Uruguayo de Promoción Cultural. (Individual) 1967 Museo Municipal de Paysandú. (Individual) 1968 Galería Estudio 2, Salto. (Individual) 1970 Galería Moretti, Montevideo. (Individual) 1972 Retratos de maestros de la literatura nacional, Biblioteca Nacional, Montevideo. 1973 Galería Losada de Montevideo. (Individual) 1974-75 7 artistas del Uruguay, exposición en Melo, Punta del Este y Salto. 1976 Lo mejor del año, selección Alianza Francesa, expuesta en Club de Arte Galería Bruzzone, Montevideo. Club de Arte Galería Buzzone, Montevideo (Individual) 1977 Lo mejor del año, Galería de la Alianza Francesa, Montevideo. Club de Arte Galería Bruzzone, Montevideo. (Individual) 1984 Salón de Artesanos Unidos, Montevideo (Individual) 1992-93 Mirada sobre Onetti, organizada por la Embajada de España, Montevideo. Museo do Trabalho, Porto Alegre, Brasil. Cinco retratos de personajes de nuestra cultura, Galería de la Matriz, Montevideo. 1997 Expone con Hermenegildo Sábat y Alfredo Testoni en el marco del Premio Figari del Banco Central, Museo Nacional de Artes Visuales, Montevideo. Pintura nacional, Embajada de la República Federal de Alemania, Montevideo. Guillermo Fernández (1928-2007) c. 1950 c. 1984 189 1998 Pintura uruguaya, Escuela de utu, Montevideo. Maestros de plástica nacional, Palacio Pittamiglio, Montevideo. 2001 Casi retrospectiva. Guillermo Fernández: dibujos, pinturas y maderas, Centro Cultural del Ministerio de Educación y Cultura (mec), Montevideo. (Individual) 2002 Tres generaciones. Artistas contemporáneos uruguayos, Museo de Arte Contemporáneo Latinoamericano, La Plata, Argentina. 2006 Por tierras de la memoria, Universidad Católica del Uruguay,Montevideo. (Individual) 2007 Guillermo y su gente, Museo de Arte Contemporáneo, (MAC) Montevideo. 2017-18 Guillermo Fernández: la travesía de un maestro, Museo Nacional de Artes Visuales, Montevideo.

### Decoración mural
1950 Palacio de la Luz, con Emir Fernández, Montevideo. 1954 Espacio de Egam para la Exposición Nacional de la Producción, con el arquitecto Julio Jimeno. 1960-70 Murales en piedra y bronce en edificios de Montevideo, trabajos con la empresa constructora de los ingenieros Bertís y Klang. 1963-70 Murales de piedra y bronce para la empresa de los arquitectos Monestier y Jimeno, Montevideo. Mural en bronce, Canelones. 1964 Proyectó y dirigió el mural realizado por el Taller Municipal de Artes Plásticas de Paysandú en la Exposición Feria Internacional de la Industria y la Producción del Río Uruguay, Paysandú. Mural en madera para el ex restaurante Morini, Montevideo. 1985 Mural para sucursal de NMB Bank, Montevideo.

### Ilustraciones
• Diarios El Día, El Diario, Acción y La Mañana. • Programas para Cine Club del Uruguay. • Suplemento Cultural del diario El País. • Revistas Nexo y Relaciones. • Ilustración de la novela Saltoncito de Francisco Paco Espínola, Editorial Arca, 1971.

### Representado en
• Museo Nacional de Artes Visuales • Museo Municipal Juan Manuel Blanes • Colección del Palacio Legislativo • Colección del Banco Central • Colección Banco República • Rose Fried Gallery de Nueva York • Museo de Arte Contemporáneo Latinoamericano, La Plata, Argentina. • Decoración mural en diversos edificios de Uruguay. • Colecciones privadas de Uruguay, Argentina, Brasil, Israel y Estados Unidos.
Sus obras se encuentran en Instituciones públicas como el Palacio Legislativo y en colecciones privadas.

### Premios
- 1950, Tercer Premio Decoración Mural para el Palacio de la Luz
- 1960, Premio Adquisición, XII Salón Municipal
- 1963, Segundo Premio conjuntamente con los Arqs. Fedor Tisch, Enrique Monestier, y Julio Jimeno en el Concurso para el Memorial José Batlle y Ordóñez.
- 1997, Premio Figari del Banco Central del Uruguay.
- 2002, Premio Morosoli Fundación Lolita Rubial a la trayectoria en Pintura
- 2002, Premio a la Docencia de artes plásticas, Comisión Uruguaya de Artistas Plásticos AIAP/Unesco.

### Publicaciones
Guillermo Fernández: la travesía de un maestro. Montevideo: Museo Nacional de Artes Visuales (MNAV). Catálogo de exposición 2017. Premios Figari 1995-2016, Montevideo: Banco Central del Uruguay, 2017. Desplegable publicado en ocasión de la restauración del mural realizado en 1964 para la Exposición Feria Internacional de la Industria y la Producción del Río Uruguay, Paysandú. Organizan: SAU, Comisión de Patrimonio Cultural de Paysandú, 2017 Artes Visuales en el Bicentenario. 150 Aniversario de Pedro Figari. Premios Figari 1995-2010. Montevideo: Ministerio de Educación y Cultura, 2011. Guillermo Fernández. Por tierras de la memoria. Pinturas y dibujos, Montevideo, 2006. Catálogo de la exposición homónima realizada en la Universidad Católica del Uruguay (Ucudal). Casi retrospectiva. Guillermo Fernández: dibujos, pinturas y maderas. Ministerio de Educación y Cultura, Montevideo, 2001. Catálogo de exposición homónima realizada en el Centro Cultural del mec . Catálogo del XII Salón de Artes Plásticas y Visuales, 31 de octubre-27 de noviembre de 1960. Consejo Departamental de Montevideo, Departamento de Arquitectura y Urbanismo. Dirección de Artes y Letras.

#### Sobre su docencia decía
" yo no enseño a pintar cuadros..." "Yo trato de que el alumno practique y pueda asociar los elementos gráficos que intervienen en el plano... lo denominó Gramática Pre-estilística".
Uno de los latiguillos de Guillermo: “crear con recursos propios”. El punto, la línea, el plano, los signos gráficos, en conjunto con los órdenes visuales: semejanza, convergencia, traslación, rotación, forma plana, ritmos, continuidad, alternancia, alto contraste, acompañamiento y oposición, constituyen, desde la perspectiva de los ejercicios, el símil de una hipotética tabla periódica de los elementos, no de la química sino de la experiencia visual.